# 브르보베

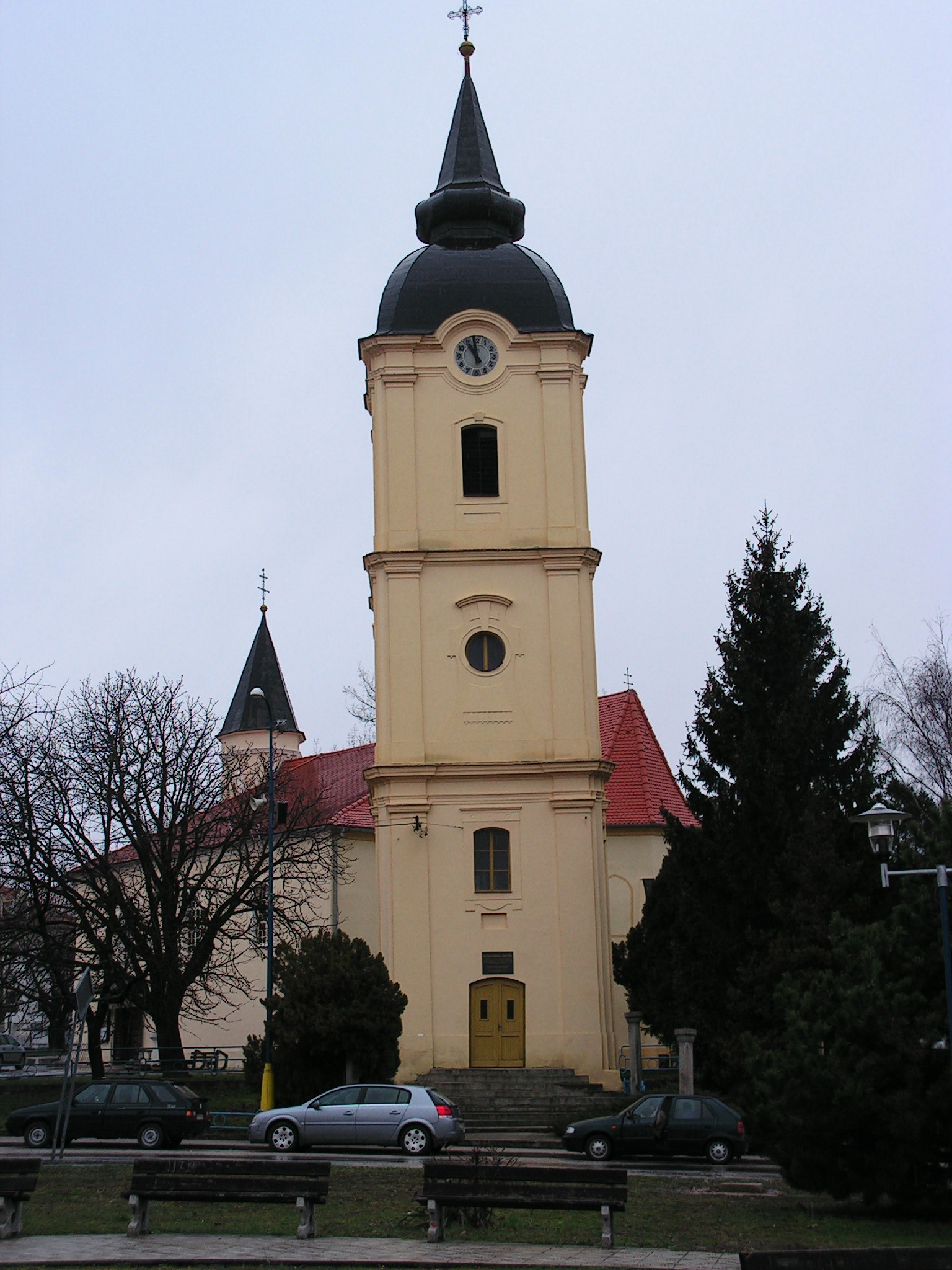
브르보베의 사탑

브르보베(슬로바키아어: Vrbové, 독일어: Vrbau 프르바우[*], 헝가리어: Verbó 베르보[*])는 슬로바키아 트르나바 주에 위치한 도시로 면적은 13.967km2, 높이는 188m, 인구는 6,309명(2005년 12월 31일 기준), 인구 밀도는 452명/km2이다.